# Labinot Harbuzi
Labinot Harbuzi (* 4. April 1986 in Lund; † 11. Oktober 2018 in Malmö) war ein schwedischer Fußballspieler. Der Mittelfeldspieler, der alle schwedischen Jugendauswahlen durchlief, begann seine Profikarriere in den Niederlanden.

## Werdegang
Harbuzis Eltern stammen aus dem Kosovo, Harbuzi selbst war jedoch Schwede. Er begann mit dem Fußballspielen bei Håkanstorp BK. 1994 schloss er sich der Jugend von Malmö BI an, ehe er 1999 zum Falkenbergs FF weiterzog. 2000 ging er kurzzeitig zu Malmö FF, um anschließend als 15-Jähriger in die Niederlande zu Feyenoord zu wechseln. Parallel wurde er von Hans Lindbom erstmals in die schwedische Jugendauswahlen berufen, in denen er sich in der Folge etablieren konnte.
2004 verlieh Feyenoord Harbuzi an den Rotterdamer Lokalrivalen SBV Excelsior in die zweitklassige Eerste Divisie. Am Ende der Spielzeit kehrte er nach neun Ligaspielen zurück, kam aber in der Ehrendivision nicht zum Einsatz. Dennoch rückte er in die schwedische U-21-Nationalmannschaft auf, in der er im Februar 2006 bei der 0:1-Niederlage gegen die irische Juniorenauswahl durch ein Tor von Ian Ward als Einwechselspieler ab der 74. Spielminute für Fredrik Petersson debütierte.
Im März 2006 verpflichtete der schwedische Klub Malmö FF vor Beginn der Spielzeit 2006 Harbuzi. Verletzungsbedingt kam der ehemalige Jugendspieler des Klubs in seinen ersten beiden Jahren in Schweden kaum zum Einsatz, so dass er auch in der Juniorenauswahl nicht mehr berücksichtigt wurde. Im Laufe der Spielzeit 2008 gelang dem Mittelfeldspieler der Durchbruch bei Malmö FF und in der folgenden Spielzeit bestritt er elf der zwölf Saisonspiele bis zur Sommerpause von Beginn an. Obwohl er seit seinem Debüt kein weiteres Spiel für die U-21-Auswahl bestritten hatte, wurde er Ende Mai überraschend in den Kader für die U-21-Europameisterschaft in Schweden im Sommer berufen. Im Kader der Auswahltrainer Jörgen Lennartsson und Tommy Söderberg war er neben Guillermo Molins einer von zwei Spielern des Malmö FF. Im Turnierverlauf kam er zu drei Kurzeinsätzen und erreichte mit der Mannschaft das Halbfinale, in dem sie der englischen U-21-Auswahl im Elfmeterschießen unterlag.
Im Juli 2009 verließ Harbuzi Schweden und schloss sich dem türkischen Klub Gençlerbirliği an, bei dem er einen bis 2012 gültigen Vertrag unterschrieb. Anfangs Stammspieler rückte er unter dem neuen Trainer Fuat Çapa 2011 ins zweite Glied. Im Dezember lösten Spieler und Verein seinen Vertrag zum Jahreswechsel auf. In der Winterpause wechselte er daher ablösefrei zum Ligakonkurrenten Manisaspor, für den er bis Mitte März fünf Ligaspiele bestritt. Gegen Ende der Spielzeit wurde er nicht mehr im Kader berücksichtigt. Der Verein verpasste zum Saisonende den Klassenerhalt, sein auslaufender Vertrag wurde nicht verlängert.
Harbuzi kehrte daraufhin nach Schweden zurück, wo er Mitte August 2012 beim Erstligisten Syrianska FC einen Vertrag bis zum Jahresende unterzeichnete. Bei seinem neuen Klub vermochte er nicht, sich durchzusetzen. Bis zum Jahresende bestritt er lediglich drei Saisonspiele als Einwechselspieler. Nachdem zum Jahreswechsel sein Vertrag ausgelaufen war, blieb er in der Folge ohne Verein.

## Tod
Harbuzi starb am 11. Oktober 2018. Laut seinem Freund und Fußballkollegen Paweł Cibicki, mit dem er sich noch am vorherigen Tag getroffen hatte, zeigte Harbuzi keine Anzeichen für eine Krankheit. Am nächsten Morgen erlitt Harbuzi einen Herzstillstand und wurde von seinem Vater in kritischem Zustand gefunden. Nachdem seine Eltern noch Herz-Lungen-Wiederbelebung durchgeführt hatten, wurde er von einem Rettungswagen ins Krankenhaus gefahren, wo er später verstarb. Harbuzi wurde 32 Jahre alt.